# 万斯布鲁市镇
万斯布鲁市镇（瑞典語：Vansbro kommun）是瑞典中部达拉纳省的一个市镇。其治所位于万斯布鲁。